# Криттика

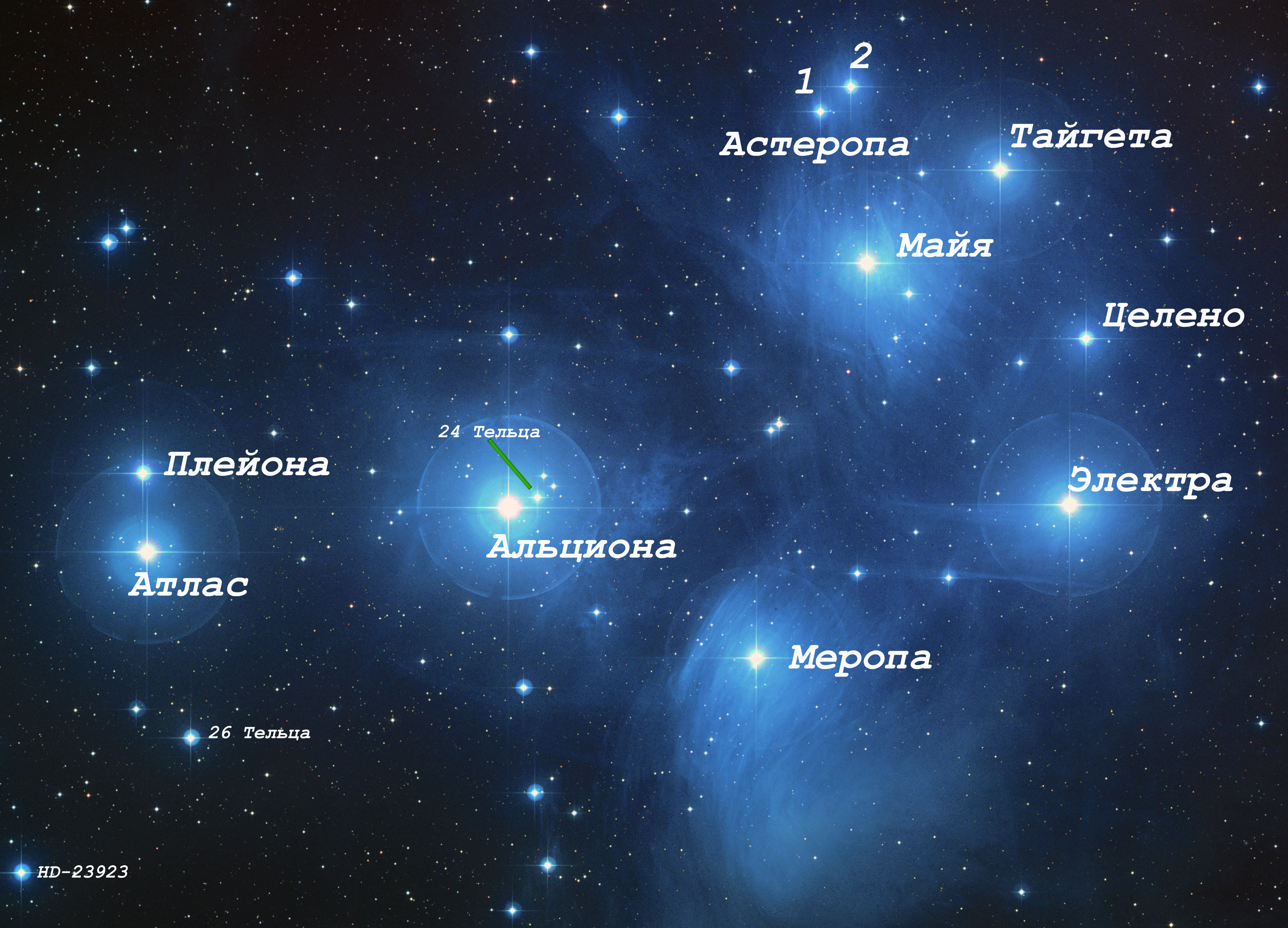
Плеяды, в которых расположена накшатра Криттика

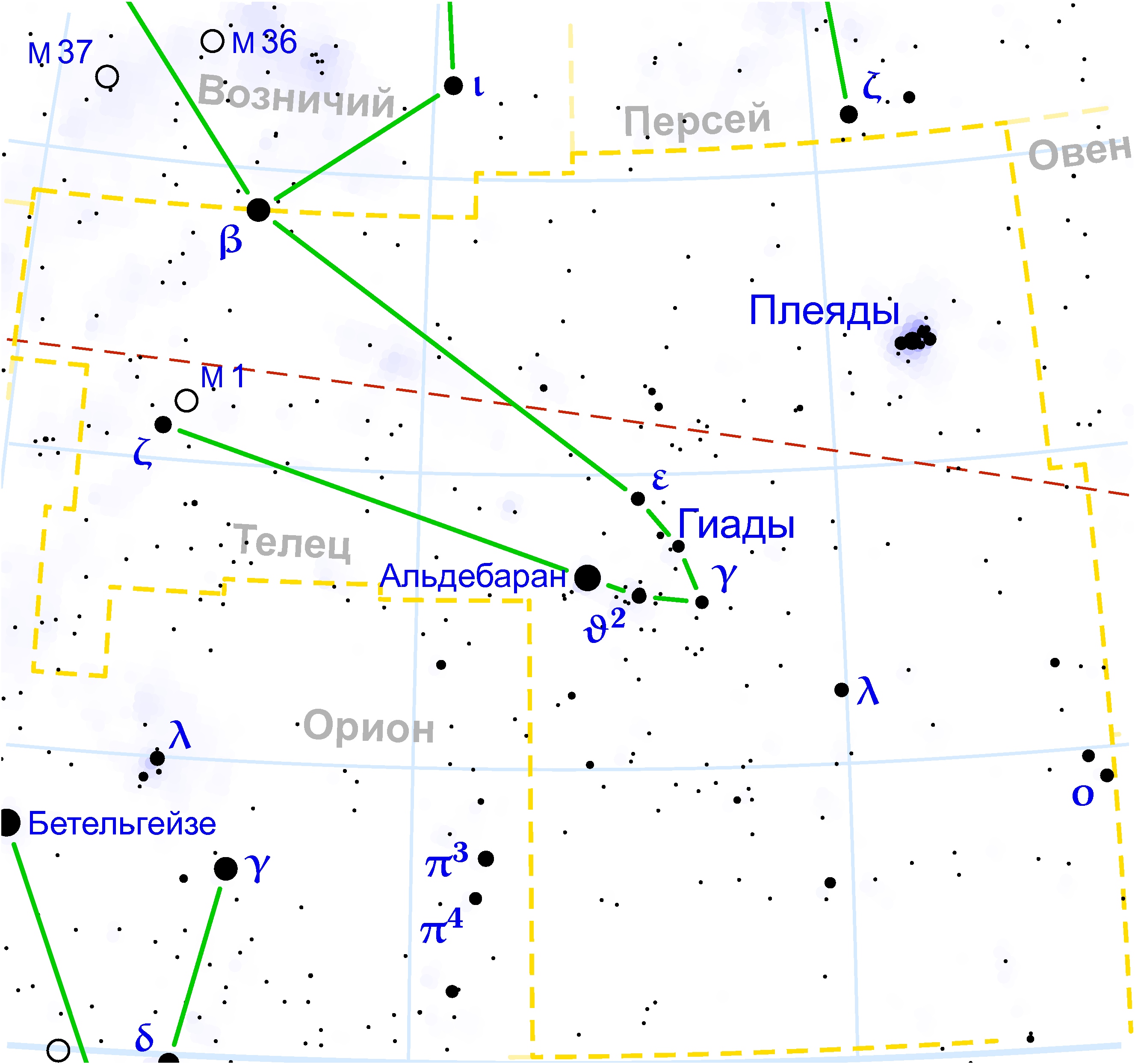
Плеяды (M 45) находятся в Созвездии Тельца

Кри́ттика (санскр. कृत्तिक, IAST: kṛttikā, там. கிருத்திக) — это третья накшатра из классического списка лунного цикла в индуистской астрологии, склонение 26°40' (Меша) — 10° (Вришабха), соответствует Плеядам — рассеянному звездному скоплению в созвездии Тельца.

## Описание
В Джьотиш накшатра Криттика дословно переводится как: «резец, или нож, или копьё». При персонификации является именем богини. которая является дочерью Дакши и Панчаджани и, таким образом, сводной сестрой Кхьяти. Кроме того, является супругой Чандры (луны).
В Джьотиш накшатра Криттика управляется божествами Сурья (божество солнца) и Агни (божество огня).
Традиционные индийские имена определяются тем, в какой паде (четверти) накшатры Асцендент (Лагна) находился во время рождения. В случае с накшатрой Криттика имя будет начинаться со следующих слогов: А (санскр. अी), И (санскр. ई), У (санскр. उ), Э (санскр. ए).